# Thomas Eric Peet
Thomas Eric Peet (né le 12 août 1882 à Liverpool – mort le 22 février 1934 à Oxford) est un égyptologue britannique. Il a publié en particulier l'édition de référence du papyrus Rhind.

## Biographie
Fils de Thomas et Salome Peet, il est formé à la Merchant Taylors' School de Crosby et au Queen's College d'Oxford. À partir de 1909, il dirige des fouilles en Égypte pour l'Egypt Exploration Fund. De 1913 à 1928, il enseigne (comme lecturer) l'égyptologie à l'université de Manchester ; au cours de cette période, pendant la Grande Guerre, il sert aussi comme lieutenant au King's Regiment de Liverpool. De 1920 à 1933, il est Brunner Professor of Egyptology à l'université de Liverpool, avant d'obtenir en 1933 un poste de reader en égyptologie à Oxford. La bibliothèque d'égyptologie de l'université d'Oxford, hébergée au Queen's College, a été nommée la « Peet Library » en son honneur.

## Publications de T. E. Peet
- (en) The Stone and Bronze Ages in Italy and Sicily, Oxford, Clarendon Press, 1909, 528 p.
- (en) Rough Stone Monuments and their Builders, Londres, Harper & Brothers, 1912, 172 p.
- (en) The Mayer Papyri A & B, Nos. M11162 and M11186 of the Free Public Museums, Liverpool, Londres, Egypt Exploration Society, 1920, 20 + 27 (voir Papyri Mayer)
- (en) The Cemeteries of Abydos. Part II - 1911-1912, Londres, The Offices of the Egypt Exploration Fund, coll. « Memoir of The Egypt Exploration Fund » (no 34), 1914 (lire en ligne)
- (en) The Cemeteries of Abydos. Part III - 1912-1913, Londres, The Offices of the Egypt Exploration Fund, coll. « Memoir of The Egypt Exploration Fund » (no 35), 1913 (lire en ligne)
- (en) The Inscriptions of Sinai : Part I, Londres, Egypt Exploration Society, 1917, 19 + 86 (avec Alan H. Gardiner)
- (en) Egypt and the Old Testament, Londres, Hodder & Stoughton for Liverpool University Press, 1922, 236 p.
- (en) The City of Akhenaten : Excavations of 1921 and I922 at El-'Amarneh, Londres, Egypt Exploration Society, 1923, 176 + 64 (avec C. Leonard Woolley)
- (en) The Rhind Mathematical Papyrus : British Museum 10057 and 10058, Londres, Hodder & Stoughton for Liverpool University Press, 1923, 136 p. (voir Papyrus Rhind)
- (en) The Great Tomb-Robberies of the Twentieth Egyptian Dynasty : Being a critical study, with translations and commentaries, of the papyri in which these are recorded, Oxford, Clarendon Press, 1930, 188 + 39 (voir Pillage des tombeaux égyptiens)
- (en) A Comparative Study of the Literatures of Egypt, Palestine, and Mesopotamia. Egypt's Contribution to the Literature of the Ancient World : The Schweich Lectures of the British Academy, 1929, Londres, H. Milford, Oxford University Press, 1931, 136 p.